# Trstenik, Rosoman
Trstenik (makedonska: Трстеник) är en ort i Nordmakedonien. Den ligger i kommunen Rosoman, i den centrala delen av landet, 70 kilometer sydost om huvudstaden Skopje. Trstenik ligger 156 meter över havet och antalet invånare är 306.